# Francesco Saverio Garofani
Francesco Saverio Garofani (Roma, 29 dicembre 1962) è un politico e giornalista italiano.

## Biografia
Attivo nell’associazionismo studentesco cattolico democratico, inizia il proprio impegno politico nei gruppi giovanili della Democrazia Cristiana e diviene presidente dell’Associazione politico-culturale Settantasei.
Laureato in Lettere e Filosofia, studia e approfondisce i temi relativi alla storia del movimento cattolico con particolare attenzione alla cultura politica del cattolicesimo democratico.

### Attività giornalistica
Giornalista professionista dal 1990, per due anni, fino al 1992, è capo redattore del settimanale politico culturale della DC "La Discussione", poi, dal 1995 al 2003, direttore del quotidiano "Il Popolo", designato da Gerardo Bianco e Sergio Mattarella (all’epoca capi del PPI).
Nel 2003 è tra i fondatori del quotidiano Europa, di cui diventa vicedirettore.

### Attività politica
Aderente al PPI, nel 2002 confluisce nel partito "Democrazia è Libertà-La Margherita" di Francesco Rutelli, dove diviene membro dell’esecutivo del partito e della Direzione nazionale, nonché responsabile del Dipartimento Studi e Ricerche.
Eletto deputato per la prima volta alla Camera nel 2006 nella XV legislatura con la coalizione de L'Ulivo, entra nella Commissione Difesa occupandosi dei temi legati alla politica internazionale con particolare riguardo alle missioni militari all’estero.
Nel 2007 è presidente fondatore dell'Associazione "Democatt" e partecipa alla creazione del bimestrale politico ad essa collegato "Quarta Fase", ed entra a far parte della Direzione nazionale del Partito Democratico.
Confermato deputato anche nella XVI legislatura con il Partito Democratico, è vice presidente della Commissione Difesa (2008-2013). Alle elezioni politiche del 2013 viene rieletto deputato della XVII legislatura della Repubblica Italiana nella circoscrizione XV Lazio 1 per il Partito Democratico.
Nel 2013 torna componente della commissione Difesa della Camera e dal 21 luglio 2015 ne è Presidente, subentrando a Elio Vito di Forza Italia non riconfermato dopo il passaggio del partito all'opposizione, e lo resta fino al 2018.
Non è più ricandidato in Parlamento alle elezioni politiche del 2018.
Il 27 marzo 2018 viene nominato da Sergio Mattarella Consigliere per le questioni istituzionali del Presidente della Repubblica.
Dal 24 febbraio 2022 è consigliere del presidente della Repubblica per gli affari del Consiglio supremo di difesa.

## Opere
Nel 1991, durante il suo incarico a "La Discussione", pubblica la ricerca "Il secondo tempo della Repubblica".
Nel 1998 è coautore, insieme a Giorgio Straniero, del libro "Dialoghi su Moro: un contributo alla storia", pubblicato dalle Edizioni Cinque Lune, una raccolta di testimonianze dei protagonisti del mondo politico del tempo che a tutt'oggi viene spesso ricordato come uno dei migliori testi sul caso Moro.
Nel 2013 è coautore, insieme a David Sassoli, del libro "Il potere fragile - I consigli dei ministri durante il sequestro Moro" (edizioni Eri), documento dell'inadeguatezza e dell'impreparazione della classe politica dirigente italiana ai tragici eventi relativi al sequestro di Aldo Moro da parte delle Brigate Rosse.